# Terra Imperial
Terra Imperial (Imperial Earth) é um livro de Arthur C. Clarke. A narrativa se passa em Titã, uma das luas de Saturno e colônia da Terra e conta a história de um homem nascido na era interplanetária. Sua primeira peculiaridade é ter nascido sob um novo processo, já que não teve mãe, apenas pai. A ação de passa no século XXIII e decorre em ambiente cheio de enigmas e mistérios.